# Going Spanish

Going Spanish est un court métrage américain réalisé par Al Christie, sorti en 1934.

## Distribution
- Bob Hope : Bob
- William Edmunds : Gaucho